# Русанов (село)
Руса́нов (укр. Русанів) — село, входит в Великодымерскую поселковую общину Броварского района Киевской области Украины.

## География
Село расположено в восточной части Киевской области, на реке Трубеж. Занимает площадь 5,95 км².

## История
В юго-восточной части села расположено городище древнерусской Русотины — сторожевой крепости Трубежской оборонительной линии, заложенной Владимиром Святославичем. Первое летописное упоминание Русотины под 1147 годом. Судя по археологическим данным, она была сожжена во время монгольского нашествия на Русь.

## Население
Население по переписи 2001 года составляло 1685 человек.

## Местный совет
До 2020 года Русанов — административный центр Русановского сельского совета.
Адрес местного совета: Киевская обл., Броварский р-н, с. Русанов, ул. Ленина, 74.